# Музеј бањског лечења
Музеј бањског лечења је настао сарадњом општине Врњачке Бање и Музеја науке и технике Београд.

## Историја
Минералну воду су користили још антички Римљани, локално становништво је морало да им обезбеђује храну, што је било велики трошак, па је у страху да се то не понови и са новом влашћу у обновљеној српској држави, затрпавало и крило изворе минералне воде. Прву анализу је извршио 1835. године Сигмунд Аугуст Волфганг Хердер, у то време начелник рудника у Саксонији, којег је Милош Обреновић ангажовао да испита рудна богатства Србије и својства минералних вода, али и поред доказа о квалитету извора у Врњцима није одмах приступљено уређивању извора. Локални свештеник Хаџи Јевтимије Поповић је уредио први извор топле минералне воде и обавестио о томе начелника Среза трстеничког Павла Мутавжића и ужичког владику Јоаникија Краснојевића који је 1859. изградио први објекат за становање и послао узорак воде на анализу Јосифу Панчићу на основу које је закључено да се вода може употребљавати у лечењу хроничних запаљења дисајних органа, код „хиперемије утробног канала” и многих других болести. Павле Мутавџић се тада разболео и лекар му је препоручио да се лечи у Врњцима. Панчић је 1860. био први доктор који је упутио оболелог у Бању, а Мутавџић први званични пацијент. Након излечења, Мутавџић је постављен за начелника Округа крушевачког и 1868. године је покренуо иницијативу за уређење Врњачке Бање.
Музеј науке и технике Београд је, у жељи да допринесе културној и туристичкој понуди Врњачке Бање, отворио 28. маја 2015. сталну поставку-изложбу са преко 180 експоната, фотографија, докумената и разгледница. Поставка се непрекидно допуњава како би посетиоци могли да се упознају са историјатом целокупног бањског лечења и живота, укључујући искуства пацијената, лекара и бањских гостију. Посебан акценат је стављен на хигијенско-дијететски режим у којем важну улогу имају избор хране. Део поставке је посвећен одмору, релаксацији, боравку у природи и друштвеном животу бање. Посебна пажња је посвећена аспектима бањског лечења и живота који укључују искуства пацијената, лекара и бањских гостију. На изложби су представљени принципи бањског лечења, развој бањских терапијских процедура, бројни предмети и реквизити: медицински инструменти и апарати, лични предмети из свакодневног живота лекара и посетилаца Бање и оригинални документи, фотографије, разгледнице и филмови. Представљени су и експонати који указују на балнеотерапије коришћене у Специјалној болници Меркур кроз векове. Овом поставком је дат допринос културној и туристичкој понуди Врњачке Бање. Снажан подстицај очувању и унапређењу здравља је утемељен почетком прошлог века у Србији, поред лечења и рехабилитације и разних културних садржаја.